# والتر إس. شويلر
والتر إس. شويلر (بالإنجليزية: Walter S. Schuyler)‏ هو أستاذ جامعي أمريكي، ولد في 26 أبريل 1850 في إثاكا في الولايات المتحدة، وتوفي في 17 فبراير 1932 في كارميل-بي-ثي-سي في الولايات المتحدة.